# Euoniticellus triangulatus
Euoniticellus triangulatus là một loài bọ cánh cứng trong họ Bọ hung (Scarabaeidae).